# Lasiplexia glaucopupillata
Lasiplexia glaucopupillata là một loài bướm đêm trong họ Noctuidae.